# Gotham Award
Die Gotham Independent Film Awards, kurz Gotham Awards, sind US-amerikanische Film- und Fernsehpreise, die seit 1991 verliehen werden. Im Jahr 2023 fand die 33. Preisverleihung am 27. November statt.
Die Gotham Awards werden alljährlich Ende November/Anfang Dezember vom Gotham Film & Media Institute in New York vergeben. Die 1979 als Independent Filmmaker Project (IFP) gegründete Non-Profit-Organisation (Umbenennung 2021) hat das Ziel, Independentfilme zu unterstützen, d. h. Filme, die außerhalb des US-amerikanischen Studiosystems produziert werden. Jährlich fördert die Organisation bis zu 350 neue Spiel- und Dokumentarfilme und unterstützte in der Vergangenheit so bekannte Filmemacher wie Debra Granik, Miranda July, Michael Moore, Dee Rees oder Benh Zeitlin. Der Filmpreis soll zur Popularität des Independentfilms beitragen und unterstützt im Gegensatz zu den Independent Spirit Awards die unabhängige Filmszene an der amerikanischen Ostküste. Als Sponsor der Filmpreisverleihung fungierte u. a. in der Vergangenheit die Tageszeitung The New York Times. Im Jahr 2022 trat das Magazin als Vanity Fair Premium-Sponsor auf.
Im Jahr 2004 wurde der Geltungsbereich der Gotham Awards ausgeweitet und innovative Produktionen und Künstler aus den Bereichen Film und Dokumentation  auf nationaler Ebene von einer Jury prämiert. Seit 1999 fand die Gala in New York im Pier 60 der Chelsea Piers statt. Im Jahre 2003 wurde die Verleihung erstmals im Fernsehen übertragen. 2007 wurde als Verleihungsort erstmals die Brooklyner Steiner Studios ausgewählt. Seit 2015 gibt es auch Kategorien für Fernsehformate. Im Jahr 2022 führten die Gotham Awards genderneutrale Schauspielpreise ein.

## Kategorien
In der Vergangenheit variierten die Kategorien. Die Nominierten wurden von verschiedenen Komitees bestimmt.
Die Preiskategorien des Jahres 2023 im Überblick:
| Kategorie                                          | Originaltitel                           | verliehen seit |
| -------------------------------------------------- | --------------------------------------- | -------------- |
| Bester Film                                        | Best Feature                            | 2004           |
| Bester Dokumentarfilm                              | Best Documentary                        | 2004           |
| Bester internationaler Film                        | Best International Feature              | 2020           |
| Bestes Drehbuch                                    | Best Screenplay                         | 2015           |
| Beste Hauptrolle                                   | Outstanding Lead Performance            | 2021           |
| Beste Nebenrolle                                   | Outstanding Supporting Performance      | 2021           |
| Beste Nachwuchsregie                               | Bingham Ray Breakthrough Director Award | 1997           |
| Beste Serie – Langform (Laufzeit über 40 Minuten)  | Breakthrough Series – Long Form         | 2015           |
| Beste Serie – Kurzform (Laufzeit unter 40 Minuten) | Breakthrough Series – Short Form        | 2015           |
| Beste Rolle in einer neuen Serie                   | Outstanding Performance in a New Series | 2021           |
| Ehrenpreise                                        | Gotham Tributes                         | 2004 (1991)    |

Ehemals ausgelobte Kategorien (Auswahl):
- Open Palm Award
- Beste Regie (Filmmaker Award)
- Bester Darsteller (Best Actor)
- Beste Darstellerin (Best Actress)
- Beste Nachwuchsleistung (Schauspiel)
- Bester Drehbuchautor (Writer Award)
- Bester Produzent (Producer Award)
- Darstellerpreis (Actor Award)
- Below-The-Line Award
- Bestes Schauspielensemble (Best Ensemble Cast)
- Bester Film ohne Kinostart (Best Film Not Playing at a Theater Near You)
- Bester Nachwuchsdokumentarfilmer (Documentary Achievement Award)
- Industry Executive Award
- Publikumspreis (Gotham Independent Film Audience Award)
- Spezialpreis der Jury (Special Jury Award)
- Beste Dokumentarserie